# فستالية قمية
فستالية قمية (الاسم العلمي: Vestalis apicalis) هي نوع من الحشرات يتبع جنس الفستالية من الفصيلة الرعاشية.